# Epitetracnemus lindingaspidis
Epitetracnemus lindingaspidis är en stekelart som först beskrevs av Tachikawa 1963.  Epitetracnemus lindingaspidis ingår i släktet Epitetracnemus och familjen sköldlussteklar. Inga underarter finns listade i Catalogue of Life.